# Segna
Segna (in croato Senj, in tedesco Zengg, in latino Senia) è una città di 7 165 abitanti del litorale adriatico croato situata tra Fiume e Zara, fa parte amministrativamente della regione della Lika e di Segna.
La notorietà di Segna è cresciuta anche grazie ad un motivo geografico: la città è presa come riferimento per il passaggio del 45º parallelo sulla costa dalmata.

## Geografia fisica
Segna è situata lungo il canale della Morlacca nel punto in cui il golfo del Quarnaro maggiormente si insinua nell'entroterra croato, ai piedi delle Alpi Dinariche, in particolare delle Alpi Bebie, della Cappella e del Gorski Kotar. La cittadina sorge a 63 km a sud-est di Fiume.
La città sorge di fronte alle isole di Veglia e Pervicchio, separate tra loro dalla bocca di Segna (Senjska vrata). La città tramite la strada Giuseppina (Jozefinska cesta), è collegata con l'entroterra, e quindi con Karlovac e Zagabria, attraverso una depressione della costa chiamata Passo della Porta (Vratnik), a 698 metri di quota, attraverso il quale d'inverno si incanala la bora; esso è il passo più basso tra il mare e l'entroterra e segna la fine dei monti della Grande Cappella (Velika Kapela) e l'inizio delle Alpi Bebie (Velebit). Il centro abitato è attraversato a nord dal 45º parallelo, la linea equidistante fra il Polo nord e l'Equatore.

## Storia
Senia era un porto della Liburnia, trasformato dopo la conquista romana in piccolo centro del litorale adriatico, che potrebbe aver ottenuto lo status di colonia romana. Qui erano presenti dei sacerdoti Augustales. Era una città di confine.. Molti dei coloni installati in questa cittadina provenivano dalle gens italiche dei Gavii, Gessii, Verridii. Sappiamo che durante la prima campagna militare contro gli Iapodi, Ottaviano mosse dalla città di Aquileia, dove si trovava il "quartier generale" di alcune legioni, e dal porto liburno di Senia, attraversò quindi le Alpi Bebie ed entrò nella piana del fiume Lika.
Fu uno dei quartieri generali dei pirati Uscocchi fino alla guerra di Gradisca nel 1617 dove la vittoria della Repubblica di Venezia sconfisse i pirati e gli austriaci prendendo controllo anche di questa parte della Dalmazia.
Rimasta esclusa dal passaggio della ferrovia, che nel 1873 aveva raggiunto Fiume, Segna rimase un piccolo porto peschereccio. Nel 1918, dopo il crollo dell'Austria-Ungheria, entrò a far parte del neocostituito Regno dei Serbi, Croati e Sloveni. Diventata un porto della resistenza jugoslava dopo il ritiro delle truppe d'occupazione italiane, fu duramente bombardata dai tedeschi nel 1943.

## Monumenti e luoghi d'interesse

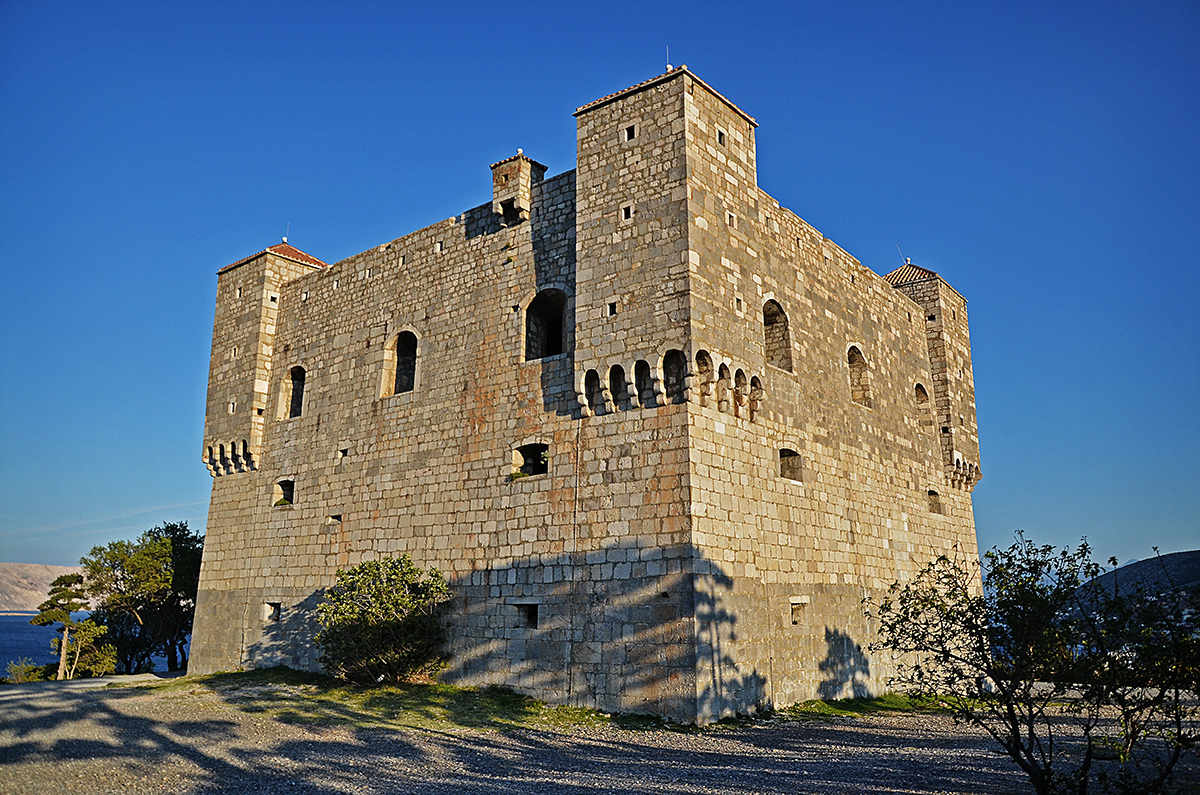
Fortezza di Nehaj

- Cattedrale dell'Assunzione di Maria, costruita nel 1169 come basilica romanica a navata unica sulle fondamenta di un tempio pagano del IV-V secolo, i cui resti sono ancora visibili sul retro del santuario a circa 1,5 metri di profondità.
- Fortezza di Nehaj, costruita nel 1558 sui resti di edifici precedenti, sulla collina di Nehaj, nei pressi di Segna.
- Castello
- Porta Grande, al lato del castello, costruita nel 1779 era situata al termine della strada Giuseppina proveniente da Karlovac.
- Chiesa di San Francesco
- Resti delle mura

## Società

### Etnie e minoranze straniere
Secondo il censimento del 2021, la maggior parte della popolazione è di etnia croata.

### La presenza autoctona di italiani
Vi fu in passato una presenza storica di italiani autoctoni che abitarono per secoli, la penisola dell'Istria e le coste e le isole del Quarnaro e della Dalmazia, territori che furono della Repubblica di Venezia.
Più in generale, secondo una mappa etnica francese dei Balcani, fino alla fine del XIX secolo esisteva una piccola minoranza romanza (veneto-dalmatica se non addirittura morlacca) data anche la vicinanza all'isola di Veglia. La minoranza romanzo-italiana di Segna scomparve definitivamente nei primi anni del XX secolo.

### Evoluzione demografica
Fino alla nuova organizzazione territoriale della Croazia, esisteva un precedente municipio di Segna, con la seguente composizione etnica:
| Anno | Popolazione totale | Croati         | Serbi       | Iugoslavi   | Altri       |
| ---- | ------------------ | -------------- | ----------- | ----------- | ----------- |
| 1971 | 10.399             | 9.961 (95,78%) | 257 (2,47%) | 55 (0,52%)  | 126 (1,21%) |
| 1981 | 9.582              | 8.861 (92,47%) | 244 (2,54%) | 308 (3,21%) | 169 (1,76%) |
| 1991 | 9.205              | 8.549 (92,87%) | 207 (2,24%) | 27 (0,29%)  | 422 (4,58%) |

Segna (centro abitato)
- 1971. - 4.906 (Croati 4.631, Serbi 154, Iugoslavi 35, altri 86)[17]
- 1981. - 5.536 (Croati 4.998, Iugoslavi 232, Serbi 172, altri 134)
- 1991. - 5.998 (Croati 5.506, Serbi 156, Iugoslavi 23, altri 313)
- 2001 - 5.491

### Religione
La città è sede della  diocesi di Gospić-Segna suffraganea dell'arcidiocesi di Fiume.

## Cultura

### Istruzione

#### Musei
- Museo della città di Segna

## Geografia antropica

### Località
Il comune di Segna è diviso in 27 frazioni (naselja), di seguito elencate. Tra parentesi il nome in lingua italiana.
- Alan (Villadrago o Allano)
- Biljevine (Biglievina)
- Bunica (Bunizza[19] o Bonazza o anche Valdialbi)
- Crni Kal (Cernicál)
- Jablanac (Iablanaz[20][21], in passato Jablanazzo[22])
- Klada (Clada[23] o Cleda)
- Krasno Polje (Crasno[24])
- Krivi Put (Viatorta)
- Lukovo (Luccò[25])
- Melnice (Mulino o Melnizza)
- Mrzli Dol (Valfredda)
- Pijavica (Piavizza)
- Podbilo (Santa Maria o Madonna della Neve)
- Prizna (Prisna o Prizna o anche Sant'Antonio di Pago)
- Senj (Segna), sede comunale
- Senjska Draga (Valle di Segna[19])
- Starigrad (Castelvecchio della Morlacca o di Segna)
- Stinica (Stinizza[26] o Mùrolo)
- Stolac (Stolazzo o Stolaz[27])
- Sveta Jelena (Sant'Elena di Segna[19] o Sant'Elena della Morlacchia)
- Sveti Juraj (San Giorgio della Morlacca)
- Velike Brisnice (Brisnizza Grande)
- Veljun Primorski (Veglion o Veglione)
- Volarice (Volarizza o Porto Castellùz)
- Vrataruša (Ratarossa)
- Vratnik (Vratanigo)
- Vrzići (Versici)